# Lingua haisla
La lingua haisla (nome nativo: Xaʼislak’ala, X̌àh̓isl̩ak̓ala) è una lingua appartenente alla famiglia delle lingue wakashan, ed è parlata dal popolo degli Haisla, nella regione della Columbia Britannica, in Canada.

## Pericolo d'estinzione
Questa lingua, benché sia parlata da 240 persone soltanto, viene insegnata all'Università della British Columbia dal 1994, e l'età media dei suoi parlanti è superiore ai 25 anni. Anch'essa, come molte lingue native americane, soffre di deriva linguistica verso l'inglese, perciò giovani e bambini parlano quest'ultimo idioma a scapito di quelli tradizionali.